# الترعة (الأقصر)
قرية الترعة هي إحدى القرى التابعة لمركز إسنا في محافظة الأقصر في جمهورية مصر العربية. حسب إحصاءات سنة 2006، بلغ إجمالي السكان في الترعة 5122 نسمة، منهم 2587 رجل و2535 امرأة.